# Tokito Oda
Tokito Oda (小田 凱人, Oda Tokito) (Ichinomiya (Aichi), 8 mei 2006) is een rolstoeltennisspeler uit Japan.
Zijn eerste grandslamtitel won hij tijdens Roland Garros 2023 op de leeftijd van 17 jaar en 33 dagen. Mede door deze overwinning bereikte hij de eerste plaatst op de wereldranglijst.
Tijdens de Paralympische Zomerspelen won Oda de gouden medaille individueel en de zilveren medaille in het dubbelspel.

## Resultaten grandslamtoernooien
| Legenda | Legenda                          |
| ------- | -------------------------------- |
| g.t.    | geen toernooi gehouden           |
| l.c.    | lagere categorie                 |
| –       | niet deelgenomen                 |
| G       | uitgeschakeld in de groepsfase   |
| 1R      | uitgeschakeld in de eerste ronde |
| 2R      | uitgeschakeld in de tweede ronde |
| 3R      | uitgeschakeld in de derde ronde  |
| 4R      | uitgeschakeld in de vierde ronde |
| KF      | uitgeschakeld in de kwartfinale  |
| HF      | uitgeschakeld in de halve finale |
| F       | de finale verloren               |
| W       | het toernooi gewonnen            |
| w-v     | winst/verlies-balans             |

### Enkelspel
- De kwartfinale is doorgaans de eerste ronde.

| toernooi        | 2022 | 2023 | 2024 | 2025 |
| --------------- | ---- | ---- | ---- | ---- |
| Australian Open | –    | F    | W    | F    |
| Roland Garros   | HF   | W    | W    |      |
| Wimbledon       | KF   | W    | HF   |      |
| US Open         | KF   | 1R   | g.t. |      |

### Dubbelspel
- De halve finale is doorgaans de eerste ronde.

| toernooi        | 2022 | 2023 | 2024 | 2025 |
| --------------- | ---- | ---- | ---- | ---- |
| Australian Open | W    | W    | W    | HF   |
| Roland Garros   | –    | KF   | F    |      |
| Wimbledon       | HF   | F    | F    |      |
| US Open         | HF   | F    | g.t. |      |